# Neighbourhood Development Partnership Grant
Neighbourhood Development Partnership Grant, abgekürzt NDPG (deutsch etwa: „Beihilfe für nachbarschaftsbezogene Entwicklungspartnerschaft“) nennt sich ein landesweites Förderprogramm der südafrikanischen Regierung für Stadtentwicklungsziele in benachteiligten Gebieten. Es existiert seit 2006, wird vom südafrikanischen Finanzministerium verwaltet und dient der Finanzierung und erleichterten Planung von Nachbarschaftsprojekten, die geeignet erscheinen, Folgeeffekte in ihrem lokalen Umfeld zu initiieren.

## Ziele
Allgemein werden mit diesem Programm ortsbezogene Vorhaben unterstützt, da sie als „die beste Möglichkeit [gelten], die anhaltende Unterausschöpfung des Potenzials anzugehen und die anhaltende soziale Ausgrenzung zu verringern“.
Der Programmzweck erstreckt sich vorrangig auf die städtebauliche und sozioökonomische Weiterentwicklung von Stadtteilen, um die Lebensqualität ihrer Bewohner zu verbessern. Die ursprüngliche Programmausrichtung bezog sich auf städtebauliche Aufwertungsmaßnahmen in Townshipsiedlungen zur Behebung städtebaulicher Mängel und sozialer Missstände. Als „Township“ im südafrikanischen Kontext werden Siedlungen bezeichnet, die als Schlafstädte am Rande der meist großen städtischen Zentren errichtet wurden, um Arbeitskräfte zu beschaffen, folglich als Ergebnis der Gesetzgebung früherer Rassentrennungs- und Apartheidspolitik entstanden.
Das Programm unterstützt Städte bei der Verbesserung ihrer regionalen Planung, Infrastrukturfinanzierung und -bereitstellung. Zudem werden administrative Rahmenbedingungen entwickelt, die für die Bewältigung komplexer Aufgaben beim Wachstum der urbanen Räume in einer demokratischen Gesellschaft erforderlich sind. In den ersten fünf Jahren seiner Existenz (2006–2010) beteiligten sich 65 Gemeinden am Programm. Mit Stand 2022 wurden 260 Projekte in 65 Städten und Gemeinden über alle 9 Provinzen hinweg gefördert, wobei 179 Vorhaben abgeschlossen sind.
Die Projekte sind vielseitig ausgerichtet. Darunter fallen Vorhaben zum Bau von Verkehrswegen und Brücken, zur Errichtung von Straßenbeleuchtungsanlagen, zum Bau von Mehrzweckzentren sowie die Schaffung und die Gestaltung von öffentlichen Räumen, Grünflächen und Sportanlagen. Ferner wurden Marktflächen für den informellen Handel, Verkehrsknotenpunkte, Fahrrad- und Fußgängerwege sowie andere Gemeinschaftsanlagen entwickelt und ausgebaut.

## Modifizierte Ausrichtung nach 2012
Auf Grundlage einer Evaluation im Haushaltsjahr 2011/12 fiel die Entscheidung, das Förderprogramm neu auszurichten, was als „Strategie für urbane Netze“ (Urban Networks Strategy, UNS) Bekanntheit erlangte. Diese Programmatik ging als Teilaspekt in den National Development Plan, Vision 2030 ein. Demnach ergaben sich folgende Ziele:
- unausgewogene und unterentwickelte räumliche Entwicklungsmuster planerisch aufgreifen (etwa: „Gebiete mit besonderem Entwicklungsbedarf“)
- Stärkung der strategischen räumlichen Planungskapazität (etwa Sozialraumplanung, Steuerungskompetenz, Quartiersmanagement)
- effektivere Koordinierung des Einsatzes von Planungs-, Regulierungs- und Investitionsmaßnahmen
- Integration und Verknüpfung von öffentlichen Verkehrsmitteln, öffentlicher Infrastruktur sowie Investitionen im Grundstücks- und Wohnungssektor
- Ausprägung siedlungsräumlicher Schwerpunkte, um mehr öffentliche Mittel darin konzentriert einzusetzen.

In den 8 Metropolgemeinden und 10 weiteren Städten gibt es feste Arbeitsbeziehungen nach den Zielen der UNS.
Mit dem Einsatz finanzieller, administrativer und ordnungspolitischer Instrumente sowie mit Entwicklungsanreizen und Steuernachlässen für Investoren sollen zusammen mit öffentlichen Investitionen an bedeutsamen Standorten die Senkung der Lebenshaltungskosten und die Kosten der Geschäftstätigkeit erreicht werden. Es besteht dabei das Ziel, in marginalisierten Siedlungsregionen die wirtschaftlichen und sozialen Aktivitäten zusammen mit der Entwicklung von Beschäftigungsmöglichkeiten zu fördern.